# Nádasi Ferenc
Nádasi Ferenc (eredeti nevén Nágel Ferenc) (Budapest, 1893. október 16. – Budapest, 1966. február 20.) magyar táncművész, balettmester, a korszerű hazai balettképzés megteremtője. Nádasi Myrtill színésznő édesapja.

## Életpályája
„Törvénytelen” gyermekként született. Nevelőanyja takarítónő volt Holczer Jakab táncmesternél és feleségénél, a korábban a La Scalában működött balerinánál, Henrietta Spinzinél. Holczer a Fővárosi Orfeum balettkarát vezette, Nádasi az ő révén került be 1903-ban, 10 éves korában egy fiútáncos-válogatásba, és olyan tehetségesnek találták, hogy szólófeladatot kapott. Holczerék mintegy gyermekükként tanították, és 1908-ban szerződtette az orfeum Nádasit. A következő évben Holczer vándortársulatot alakított, és a még csak 16 éves fiú velük előbb belföldön, majd külföldön szerepelt. Hosszabb időt töltöttek Oroszországban, Nádasi behatóan tanulmányozta a Mariinszkij Színházban folyó munkát, megismerkedett az akkor formálódó Gyagilev-társulat tagjaival. Három éven át, Szentpétervárra rendszeresen visszatérve tanult az olasz iskolát képviselő Enrico Cecchettinél. 1912-ben a Holczer-társulat visszatért Budapestre, és a Kristálypalota mulatóban léptek fel varietéműsorral.
Nádasi bemutatta tudását az Operaházban működő Nicola Guerra mesternek, ennek lett az eredménye, hogy Bánffy Miklós kormánybiztos 1913 elején, első hazai születésű férfiként, szólótáncosnak szerződtette. Sikeresen mutatkozott be a korszakban rendkívül népszerű Szikla Adolf-darabban, A törpe gránátosban. Az Operában Guerra tovább képezte. Megindult pályáját az első világháború akasztotta meg. Katonai szolgálatát egy fővárosi laktanya pékségében teljesítette, korlátozottan lehetősége volt táncolni közben. Ebben az időben kötötte első házasságát. 1917-ben szabadult meg a katonáskodástól, ismét teljes idejében az Operában táncolt, de 1920 karácsonyán az intézményben uralkodó feszült helyzet és a balett-tagozat szakmai válsága miatt feleségével együtt felbontották szerződésüket.
A következő évtől a házaspár nyugat-európai varietékben lépett fel. Radnai Miklós 1926-ban és '28-ban is sikertelenül csábította haza, pedig az Opera balettmesteri feladataival, utánpótlásképzéssel akarta megbízni. Nádasi 1927 végén elvált első feleségétől, 1930-ban egy svájci származású balett-táncosnővel, Marcelle Vulliet-Baummal kötött házasságot. Berlinben telepedtek le, de járták Európát. Utazásai közben mindig tanulmányozta a klasszikus balett helyi előadóit és a különböző táncpedagógiai iskolákat.
A náci uralom alá került Németországból 1936 őszén új feleségével visszatért Budapestre. Novemberben kibérelték az Andrássy úti Drechsler-palota első emeletét és Nádasi Balett Stúdió néven magániskolát nyitottak. A működtetéséhez táncoktatói vizsgát kellett tenniük. A saját maga által kidolgozott módszer szerint tanította növendékeit, ami az olasz iskolán alapult. Már a következő év tavaszán sikeres bemutatót tartottak a tanítványok, intézménye talpon tudott maradni a többi fővárosi iskola között. A növendékeknek közös ünnepségeket, kirándulásokat is szervezett. A vizsgaelőadásokról rendszeresen beszámolt a sajtó. 1937. szeptember 1-jei hatállyal visszaszerződtette az Operaház balettmesterként, de anyagi okokból iskoláját továbbra is fenntartotta. Néhány koreográfiát is készített ebben az időben, ezek közül a legjelentősebb Delibes Sylviája. 1949-ben, az államosítások idején megszűnt vállalkozása, legtehetségesebb növendékeit, pl. Kun Zsuzsát az Operában, majd az 1950-ben, volt iskolája helyiségeiben megalakult Állami Balett Intézetben oktatta tovább. 1955-ben a Magyar Táncművészek Szövetsége elnöke lett. Utolsó operai évadjára, 1960–61-re balettigazgatóvá nevezték ki. A balettintézetben 1963-ig tanított.
Ma az ő nevét viseli a Magyar Táncművészeti Főiskola gimnáziuma.

## Színpadi szerepei
- Mozart–Nicola Guerra: Ámor játékai (= Les Petits riens)
- Radnai Miklós–Otto Zöbisch: Az infánsnő születésnapja
- Rékai Nándor–Schumann–Nicola Guerra: Téli álom
- Szikla Adolf–Nicola Guerra: A törpe gránátos
- Weber–Berlioz–Mihail Mihailovics Fokin: A rózsa lelke

## Koreográfiái
- Delibes: Sylvia (1942, rövidítve)
- Radnai Miklós: Az infánsnő születésnapja (1949)
- Weber-Berlioz: A rózsa lelke

Operai balettbetétek
- Bizet: Carmen
- Kodály Zoltán: Székely fonó
- Verdi: La Traviata

## Díjai, elismerései[7]
- Magyar Népköztársasági Érdemérem, arany fokozat (1951)
- Munka Érdemrend (1954)
- Érdemes művész (1955)
- Kossuth-díj (1958)